# Potamogeton diversifolius
Potamogeton diversifolius är en nateväxtart som beskrevs av Constantine Samuel Rafinesque. Potamogeton diversifolius ingår i släktet natar, och familjen nateväxter. Inga underarter finns listade.